# Замок Кратохвиле
 Национальный памятник культуры Чешской Республики (регистрационный номер 252 NP от  2001 года)
Замок Кратохвиле (чеш. Zámek Kratochvíle) — ренессансный охотничий замок в городе Нетолице в районе Прахатице Южночешского края, построенный в XVI веке. Замок расположен в городской части Петрув-Двур. В 2001 году объявлен национальным памятником культуры Чешской Республики.

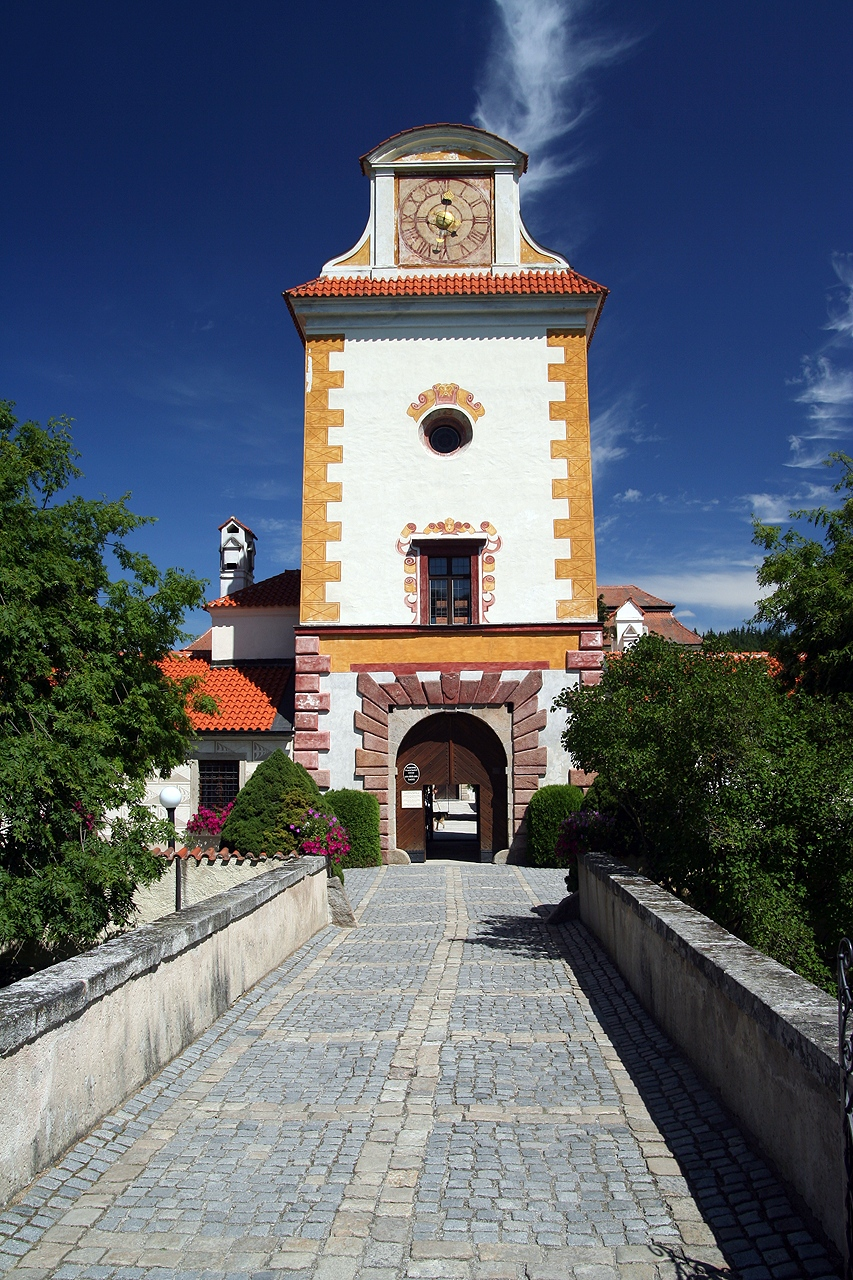
Главные ворота замка.

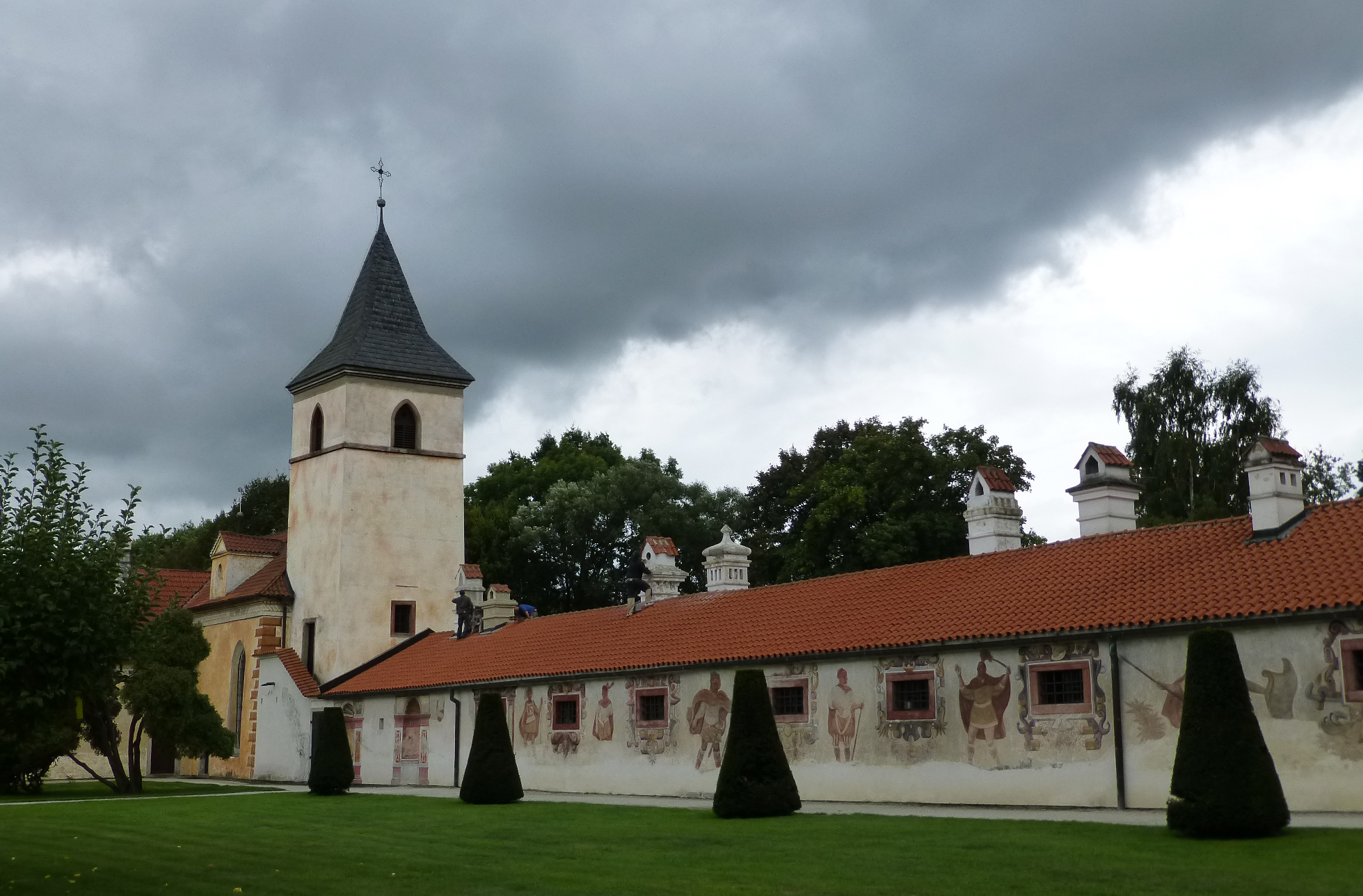
Замковые стены с фресками.

Первое письменное упоминание о хуторе и крепости Лептач, находившихся на месте будущего замка Кратохвиле, относится к 1401 году, когда в качестве их владельца был назван нетолицкий горожанин Микулаш Кугль. Нетолицкое панство в тот период принадлежало Златокорунскому монастырю.
В начале XVI века Нетолицкое панство вошло в состав обширнейших владений панов из Рожмберка. В 1569 году хутор и крепость Лептач перешли в собственность рожмберкского управляющего и известного организатора рыбных прудов Якуба Крчина из Ельчан, который на перестроил крепость Лептач в охотничий замок в ренессансном стиле, расписанный изящными фресками со сценами охоты. Замок настолько понравился владаржу Вилему из Рожмберка, что он выменял его у Якуба Кричана в 1580 году на местечко Седльчани и устроил вокруг замка обширный заповедник для кроличьей охоты.
Реконструкцией Лептача при Вилеме из Рожмберка руководил итальянский архитектор Бальдассаре Маджи, который подготовил строительство ренессансо-маньеристского летнего замка (летоградека). В 1581 году Вилем из Рожмберка испросил у короля Рудольфа II право переименовать замок в Кратохвиле. В следующем году в Кратохвиле было свезено множество строительных материалов, а окончательное решение о внешнем виде будущего летоградека было принято во время встречи Вилема со его младшим братом и наследником Петром Воком из Рожмберка на месте строительства.
В мае 1583 года был заложен фундамент замковой виллы. Поскольку болотистая почва не могла быть прочной опорой для фундамента, было решено ставить его на сваях, изготовленных из ольхи и дуба. Других подробностей строительных работ до наших дней не сохранилось. Благодаря Вацлаву Бржезану, известно, что Бальдассаре Маджи попеременно руководил строительством Кратохвиле и реконструкцией замка Петра Вока из Рожмберка в Бехине. Сохранилось имя плотника, конструировавшего крышу Кратохвиле — им был мастер Мертль, участвовавший в своё время в возведении башен Крумловского и Бехиньского замков.
В 1585 году в одном из углов ограждающей замок стены был заложен небольшой костёл Девы Марии (окончен и освящён в 1589 году), а в следующем году было закончено сооружение водного рва вокруг замковой виллы.
Художественное украшение замковой виллы было поручено брауншвейгскому художнику Георгу Видману, зарекомендовавшему себя при росписи Тельчского замка. Видман с тремя подмастерьями работал над росписью виллы и, вероятно, костёла в 1589—1590 годах.